# Baladruz
Baladruz (arabisch بلدروز, DMG Baladrūz) ist eine Stadt mit ca. 100.000 Einwohnern im Irak in der Provinz Diyala.
Sie ist auch die Bezirkshauptstadt des gleichnamigen, flächenmäßig größten Distriktes der Provinz.
Die Stadt liegt ca. 80 km nordöstlich von Bagdad zwischen Baquba und Mandali.